# Hyundai Pony
Hyundai Pony var en lille mellemklassebil fra den sydkoreanske bilfabrikant Hyundai, bygget mellem 1975 og 1994.

## Pony I og II (1975−1988)

### Opståen
Efter at man hos Hyundai havde villet udvikle sin første egen bil, samarbejdede man med George Turnbull, den tidligere direktør for British Leyland som havde erfaringer med Morris Marina. Med motorer og gearkasser fra Mitsubishi og nogle dele fra Ford Cortina, som blev bygget hos Hyundai, udviklede man en bil, Hyundai Pony, hvis hatchbackkarrosseri var tegnet af Italdesign.

### Pony I (1975−1981)
Pony blev første gang præsenteret på Torino Motor Show i oktober 1974 og kom på markedet i december 1975 som firedørs sedan. Allerede i 1976 eksporterede Hyundai bilen til Ecuador.
I maj 1976 introduceredes en pickup-version, i april 1977 en stationcar og i marts 1980 en tredørs hatchback.
Allerede i 1978 begyndte eksporten til Europa, startende med Belgien og Holland. Senere blev Pony også eksporteret til Spanien og Grækenland.

### Pony II (1982−1988)
I januar 1982 introduceredes den modificerede Pony II, som udelukkende fandtes som femdørs hatchback og todørs pickup.
Med Pony II begyndte i sommeren 1982 også eksporten til Storbritannien. Pony blev også leveret til Canada, men ikke til USA hvor den ikke kunne overholde de gældende udstødningsgrænseværdier.
Salgstallene i Canada oversteg alle forventninger, og i et tidsrum var Pony den mest solgte bil på det canadiske marked. Pony opnåede et meget højt kvalitets- og udstyrsmål i det laveste prissegment af den daværende østblokimport.

### Canada
Den canadiske version af Pony måtte modificeres en lille smule for at kunne opfylde de gældende registreringsforskrifter. Bilen blev solgt i Canada mellem 1984 og 1987. Forskellen mellem den canadiske og den britiske version var venstrestyringen og modificerede kofangere, som op til en hastighed på 8 km/t var kollisionssikre.
Derudover havde bilen "Sealed Beam"-forlygter (amerikansk standard), markeringslygter monteret andre steder på bilen og mindre forandringer af kabineudstyr og instrumentbræt. Efter at man i starten havde regnet med 5000 solgte biler i 1984, var der til sidst blevet solgt 50.000 eksemplarer, hvorved Pony i det år blev den mest solgte bil i Canada.

### Motorer
I 1984 kunne Pony kun fås med 4G14-motoren på 1436 cm³ med en effekt på 51 kW/70 hk og et drejningsmoment på 111 Nm. Motoren kunne kombineres med fire- eller femtrins manuel gearkasse eller et tretrins automatgear. 4G12-motoren på 1206 cm³ kunne ikke fås i Canada. 4G14-motoren blev i modelprogrammet frem til 1986, hvor 4G16-motoren på 1597 cm³ med 54 kW (73 hk) og 126 Nm blev introduceret.
I midten af 1985 fik modellen sorte dørhåndtag, forrudeviskere uden krom og det hidtidige "HD"-skilt på midten af kølergrillen blev erstattet af skrifttrækket "Hyundai" på venstre side af kølergrillen. En 1,6-litersmodel blev introduceret, som ekstraudstyr med klimaanlæg. Motoren i denne model havde halvkugleformet forbrændingsrum og tværstrømscylinderhoved, to ventiler pr. cylinder, en enkelt overliggende knastaksel (SOHC) med kædetræk og en faldstrømsdobbeltkarburator med manuel choker.

### Udstyrsvarianter
Fra 1984 til 1986 fandtes bilen i udstyrsvarianterne L, GL og GLS.
L-modellen havde vinylbetrukne sæder, fremklappeligt bagsæde og firetrins manuel gearkasse kombineret med 1,4-liters firecylindret motor. GL-modellen havde derudover sæder med kombineret vinyl/stof-indtræk, tidsur på instrumentbrættet, bagrudevisker, højre sidespejl, tonede sideruder, aflåseligt tankdæksel, indvendigt beklædte døre, et bedre kabineudstyr og som ekstraudstyr 1,6-litersmotor. Derudover havde GLS-modellen triptæller, sminkespejl til forsædepassageren, stofindtræk, delt fremklappeligt bagsæde og 1,6-litersmotoren som standardudstyr.
L, CL og CXL var udstyrsvarianterne for år 1987. L og CL svarede til de tidligere L- og GL-modeller, uret var dog nu digitalt og CL-modellen havde i forbindelse med automatgear triptæller som standardudstyr. I 1986 og 1987 blev kabinefarverne brun og blå bibeholdt. I 1984 og 1985 var grå den eneste tilgængelige farve.
Som ekstraudstyr kunne Pony fås med hækjalousi, front- og hækspoiler, GT-pakke med treeget Momo-læderrat, triptæller og forbedret kabineudstyr, tågeforlygter og ekstra baglygter. Alle GT-modeller var udstyret med 1,6-litersmotor.

## Pony X1/X2 (1985−1994)
Tredje generation af Hyundai Pony, på nogle markeder også solgt under navnene Hyundai Excel, Hyundai Presto og Mitsubishi Precis, var Hyundais første forhjulstrukne bil, bygget mellem 1985 og 1994.

### Baggrund
Hyundai Pony fandtes som hatchback og firedørs sedan, og blev i 1994 afløst af Hyundai Accent. Pony var den første Hyundai-model, som blev eksporteret til USA. Fra 1989 fandtes en coupéversion, Hyundai S-Coupé.
Bilen fandtes med enten manuel eller automatisk gearkasse, i forbindelse med en firecylindret rækkemotor med karburator eller indsprøjtning afhængigt af marked og modelår.

### Navne
I Sydkorea hed sedanudgaven af X1 Hyundai Presto.
Pony blev i USA af Mitsubishi solgt mellem 1987 og 1994 under navnet Mitsubishi Precis som tre- og femdørs hatchback. Oprindeligt fandtes der seks modelvarianter, som i 1990 med introduktionen af Mitsubishi Mirage blev reduceret til to, selv om Precis i Mitsubishis modelprogram var billig frem til produktionens slutning.

### Pony X1 (1985−1989)
I USA var Pony X1 Hyundais første og eneste model, som på grund af en pris på 4995 US-$ og en vurdering som "bedste produkt #10" foretaget af "Fortune Magazine" i det første importør opnåede en salgstal på 168.882, hvilket i 1986 øgede fabrikantens samlede bilproduktion til over en million biler. Modellen fik en lignende succes i Australien, hvor den kunne købes til en pris på 9990 AU-$.

### Pony X2 (1989−1994)
Tredje generation af Pony gennemgik i 1989 et facelift og blev under betegnelsen Pony X2 solgt som fjerde generation. Modellen var lidt større end forgængeren og blev fra 1991 eksporteret til Europa. Motoren var udstyret med sekventiel indsprøjtning og kunne som ekstraudstyr fås med firetrins automatgear.
- Bagfra
- Hyundai Pony femdørs
- Hyundai Pony sedan